# 奥谢
奥谢（法語：Ochey，法語發音：[ɔʃɛ]）是法国默尔特-摩泽尔省的一个市镇，位于该省西南部，属于图勒区。

## 地理
奥谢（48°34'56"N, 5°56'33"E）面积18.06 平方千米，位于法国大東部大區默尔特-摩泽尔省，该省份为法国东北部内陆省份，是洛林的一部分，北邻比利时、卢森堡，北起顺时针与摩泽尔省、下莱茵省、孚日省和默兹省接壤。
与奥谢接壤的市镇（或旧市镇、城区）包括：阿兰、比克莱、克雷济耶、穆特罗、塞克塞欧福日、蒂耶欧格罗塞耶、维泰讷。

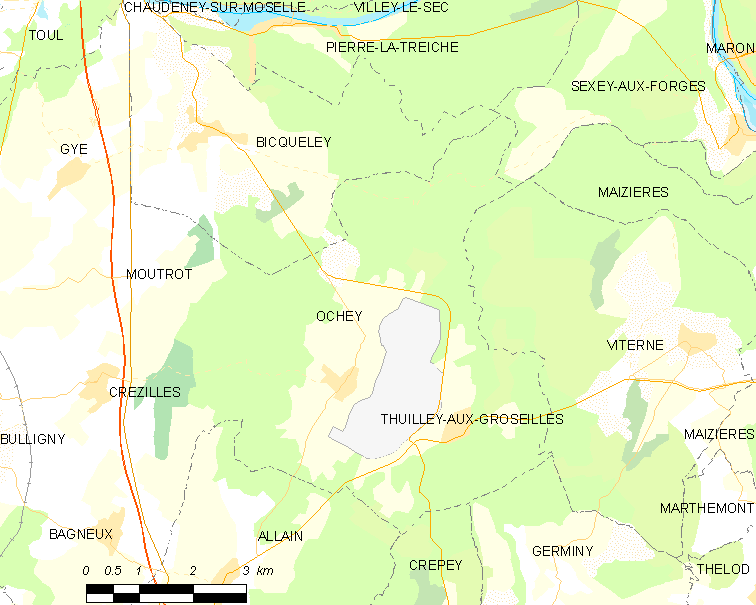
奥谢的OSM定位图

奥谢的时区为UTC+01:00、UTC+02:00（夏令时）。

## 行政
奥谢的邮政编码为54170，INSEE市镇编码为54405。

## 政治
奥谢所属的省级选区为梅讷欧桑图瓦县。

## 人口

1962-2008年间奥谢人口变化图示

奥谢于2022年1月1日时的人口数量为522人。